# Synema madidum
Synema madidum es una especie de araña cangrejo del género Synema, familia Thomisidae, orden Araneae.

## Distribución
Esta especie se encuentra en México.

## Taxonomía
Fue descrita por Synema madidum O. Pickard-Cambridge en 1895.
Tratamiento taxonómico
La especie aparece registrada y publicada en Arachnida. Araneida. in: Biologia Centrali–Americana, Zoology. London 1: 145–160.